# Dick Pope
Richard Campbell Pope (Bromley, 3 agosto 1947 – 21 ottobre 2024) è stato un direttore della fotografia britannico.

## Biografia
Fu un collaboratore abituale del regista Mike Leigh, per il quale curò la fotografia di ogni suo film a partire da Dolce è la vita (Life is Sweet) del 1990. L'importanza di questo sodalizio venne riconosciuta nel 1999 da un premio del festival specializzato Camerimage.
Ottenne una nomination all'Oscar alla migliore fotografia per The Illusionist - L'illusionista (The Illusionist) nel 2006  e un'altra per Turner (Mr. Turner) nel 2015.

## Riconoscimenti
- Camerimage
  - 1996: Rana d'oro - Segreti e bugie (Secrets & Lies)
  - 1999: Premio per la collaborazione regista - direttore della fotografia (con Mike Leigh)
  - 2004: Rana d'oro - Il segreto di Vera Drake (Vera Drake)
  - 2006: Rana d'argento - The Illusionist - L'illusionista (The Illusionist)

## Filmografia

### Cinema
- Women in Rock, regia di Wolfgang Büld - mediometraggio (1980)
- Punk and Its Aftershocks, regia di Wolfgang Büld (1980)
- Alan Bush: A Life, regia di Anna Ambrose (1983)
- Cool Cats: 25 Years of Rock 'n' Roll Style, regia di Terence Dixon (1983)
- Coming Up Roses (Rhosyn a Rhith), regia di Stephen Bayly (1986)
- The Girl in the Picture, regia di Cary Parker (1986)
- Fruit machine, breve la vita di Eddie (The Fruit Machine), regia di Philip Saville (1988)
- Riflessi sulla pelle (The Reflecting Skin), regia di Philip Ridley (1990)
- Dark City, regia di Chris Curling (1990)
- Dolce è la vita (Life is Sweet), regia di Mike Leigh (1990)
- Naked - Nudo (Naked), regia di Mike Leigh (1993)
- Che aria tira lassù? (The Air Up There), regia di Paul Michael Glaser (1993)
- Un'avventura terribilmente complicata (An Awfully Big Adventure), regia di Mike Newell (1995)
- Niente di personale (Nothing Personal), regia di Thaddeus O'Sullivan (1995)
- Segreti e bugie (Secrets & Lies), regia di Mike Leigh (1996)
- Ragazze (Career Girls), regia di Mike Leigh (1997)
- Lo straniero che venne dal mare (Swept from the Sea), regia di Beeban Kidron (1997)
- The Debt Collector, regia di Anthony Neilson (1999)
- Topsy-Turvy - Sotto-sopra (Topsy-Turvy), regia di Mike Leigh (1999)
- Le vie della violenza (The Way of the Gun), regia di Christopher McQuarrie (2000)
- Tredici variazioni sul tema (Thirteen Conversations About One Thing), regia di Jill Sprecher (2001)
- Tutto o niente (All or Nothing), regia di Mike Leigh (2002)
- Nicholas Nickleby, regia di Douglas McGrath (2002)
- Il segreto di Vera Drake (Vera Drake), regia di Mike Leigh (2004)
- Bringing Balanchine Back, regia di Richard Blanshard (2006)
- The Illusionist - L'illusionista (The Illusionist), regia di Neil Burger (2006)
- L'uomo dell'anno (Man of the Year), regia di Barry Levinson (2006)
- Honeydripper, regia di John Sayles (2007)
- La felicità porta fortuna - Happy Go Lucky (Happy-Go-Lucky), regia di Mike Leigh (2008)
- La mia vita è un disastro (Angus, Thongs and Perfect Snogging), regia di Gurinder Chadha (2008)
- Me and Orson Welles, regia di Richard Linklater (2009)
- Another Year, regia di Mike Leigh (2010)
- Thin Ice - Tre uomini e una truffa (The Convincer), regia di Jill Sprecher (2011)
- Bernie, regia di Richard Linklater (2011)
- Cuban Fury, regia di James Griffiths (2014)
- Turner (Mr. Turner), regia di Mike Leigh (2014)
- Legend, regia di Brian Helgeland (2015)
- Peterloo, regia di Mike Leigh (2018)
- Il ragazzo che catturò il vento (The Boy Who Harnessed the Wind), regia di Chiwetel Ejiofor (2019)
- Motherless Brooklyn - I segreti di una città (Motherless Brooklyn), regia di Edward Norton (2019)
- Supernova, regia di Harry Macqueen (2020)
- The Outfit, regia di Graham Moore (2022)
- Scomode verità (Hard Truths), regia di Mike Leigh (2024)

### Televisione
- Porterhouse Blue - miniserie TV, 4 puntate (1987)
- Fool's Gold: The Story of the Brink's-Mat Robbery, regia di Terry Winsor - film TV (1992)
- Pleasure, regia di Ian Sharp - film TV (1994)
- The Great Kandinsky, regia di Terry Winsor - film TV (1995)
- Viaggio mortale (Deadly Voyage), regia di John Mackenzie - film TV (1996)